# Orange TV
Orange TV (OTV) ist ein libanesischer Fernsehsender, der 24 Stunden am Tag Nachrichten sendet. Er ist Michel Aoun zuzuordnen, der den Fernsehsender für politische Einflussnahme nutzt. Orange TV ging erstmals am 20. Juli 2007 auf Sendung. Offiziell ging OTV bis 2008 für sechs Monate zur Probe auf Sendung. Mittlerweile ist der Fernsehsender sehr erfolgreich und ist in Europa, Nordamerika und Asien zu empfangen.

## Fernsehsendungen
- Kif El Chabeb
- IT’S REAL JOSIANNE
- Fil or No Fil
- TalenTeen
- Stroubia
- Latifé
- Kazadoo

## Satellitenfrequenzen
- Arabische Welt, Europa, Afrika: OTV ist verfügbar auf:
  - Atlantic Bird 7, Frequenz: 10892 MHz Horizontal, Symbolrate:27500[3]
- Nordamerika: OTV ist verfügbar auf Dish Network.[4][3]
- Australien: OTV ist verfügbar auf Intelsat 8, 12646 MHz vertikale Orbitalposition: 166, East Transporter: 22, Frequenz: 12646 MHz, Polarisation: Vertikal[3][5]
- Frankreich: OTV ist verfügbar als Teil des Bouquet Libanais in den folgenden Kabelnetzen: FREE, SFR, ORANGE.[6][4]
- Schweden: OTV ist verfügbar als des Arabischen Programmbouquet von Zone TV[4]
- Libanon: OTV als terrestrische digitale Übertragung ist verfügbar über Cablevision, Econet, und CityTV